# Gasmann (Film)
Gasmann ist ein Filmdrama von Arne Körner, das im Oktober 2019 im Rahmen der Internationalen Hofer Filmtage seine Premiere feierte.

## Handlung
Bernd arbeitet als Schauspieler am St. Pauli Theater in Hamburg, ist aber mit sich und dem Theaterbetrieb chronisch unzufrieden, da er bisher nur Nebenrollen erhalten hat. Nun lässt er sich vom Intendanten breitschlagen, in „Der Gasmann“ aufzutreten, ein Stück, das von zwei SS-Offizieren handelt, die kurz vor Kriegsende mit einer mobilen Gaskammer durchs Land ziehen um Menschen „einzusammeln“. Bernd ist gegenüber dem Regisseur, der eigentlich Spielfilme dreht, misstrauisch, denn seine erste Theaterarbeit soll pure Unterhaltung werden. Bernds „Hauptrolle“ ist ein Alptraum, die Theaterproben und das Stück durchdringen Bernds Leben mehr und mehr, bis eine merkwürdige Verbindung zwischen ihm und dem Gasmann entsteht. 
Auch sonst ist das Leben schwierig für Bernd – die Ex redet nur das Nötigste mit ihm, der Gerichtsvollzieher will Geld sehen, die wenigen Momente mit dem kleinen Sohn sind für beide viel zu kurz. Die verschrobenen Mitglieder eines Literaturzirkels, dem ausschließlich Männer angehören, sind Bernds einzige Freunde. Die exzentrische Männerclique trifft sich regelmäßig im „Silbersack“, um schräg-intellektuelle Debatten zu führen. Uli war als Kind bei der Hitler-Jugend. Während eines gemeinsamen Wochenendes in einer Waldhütte, als sie zu viel Alkohol getrunken haben, meint Uli eine Platte mit einer Goebbels-Rede auflegen zu müssen.

## Produktion
Der Film wurde von Against Reality Pictures, Belvedere und Kronos Media produziert. Regie führte Arne Körner, der gemeinsam mit Akin Sipal auch das Drehbuch schrieb. Es handelt sich um seinen zweiten abendfüllenden Film.

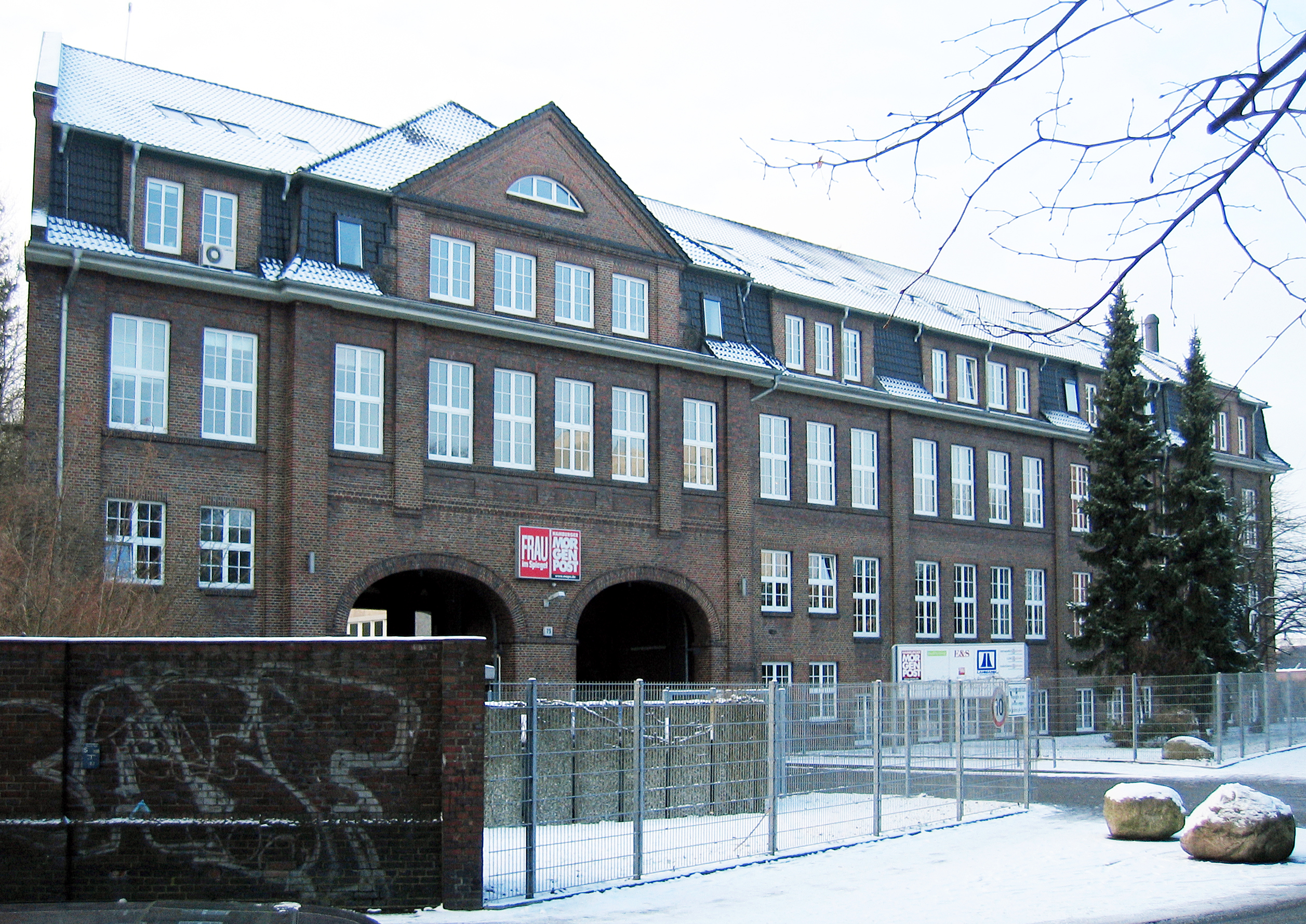
Im Herbst 2017 drehte man in den damaligen Redaktionsräumen der Hamburger Morgenpost

Rafael Stachowiak, der in der Hauptrolle Bernd spielt, ist Hamburger und dort Mitglied des Thalia-Ensembles.
Die Dreharbeiten fanden an 44 Drehtagen zwischen September 2017 und Januar 2018 in Hamburg und im Wendland statt. 
Die Szene während einer Redaktionskonferenz entstand im Herbst 2017 in den damaligen Redaktionsräumen der Hamburger Morgenpost im Pressehaus an der Griegstraße in Bahrenfeld im Konferenzraum unter dem Dach. Die Dreharbeiten fanden während laufenden Betriebs statt. Als Kameramänner fungierten Martin Prinoth und Max Sänger. 
Der Film feierte im Oktober 2019 im Rahmen der Internationalen Hofer Filmtage seine Premiere. Im November 2019 wurde er beim Cairo International Film Festival vorgestellt. Der Kinostart in Deutschland ist am 22. Juli 2021 geplant.

## Rezeption

### Kritiken
Ola Salwa schreibt in ihrer Kritik im Online-Kinomagazin Cineuropa, Arne Körners ironischer Coming-of-Age-Film strotze vor schwarzem Humor, sei mit einem traurigen, wenn nicht deprimierenden Unterton versehen und drehe sich um einen Protagonisten, der sich weigert, erwachsen zu werden. Bernd sei ein Antiheld, der nicht wachsen oder Erfolg haben will, und es sei schwierig zu verstehen, was er vom Leben will, was ihn zu einem faszinierenden, wenn auch nervigen Protagonisten macht. Er sei kein Träumer, aber buchstäblich ein „Rebel Without a Cause“. Es sei sehr erfrischend, einen Film über einen Mann zu sehen, der einfach nicht aus seiner Komfortzone herauszuwollen scheint, und der Film lebe von dem großartigen Auftritt des in Polen geborenen, deutschstämmigen Schauspielers Rafael Stachowiak, so Salwa. Er spiele seine Figur mit einer gleichzeitigen inneren Kälte und Wärme, dass man sich in sie einfühlen kann.

### Auszeichnungen
Cairo International Film Festival 2019
- Nominierung im International Critics’ Week Competition[5]